# 25e division d'infanterie (États-Unis)
 (août 2014).
Si vous disposez d'ouvrages ou d'articles de référence ou si vous connaissez des sites web de qualité traitant du thème abordé ici, merci de compléter l'article en donnant les références utiles à sa vérifiabilité et en les liant à la section « Notes et références ».
Pour les articles homonymes, voir 25e division d'infanterie.
La 25e division d'infanterie des États-Unis est mise sur pied le 1er octobre 1941 à Schofield Barracks, territoire d’Hawaï, soit à la même date que la 24e Division d’Infanterie.

## Constitution
Ces deux divisions furent constituées à partir d’éléments de la célèbre et ancienne « Hawaiian Division » et de deux régiments de la Garde Nationale d’Hawaï. La 24e Division d’Infanterie intégrait les 19e et 21e Régiments d’Infanterie, et le 299e Régiment d’Infanterie de la Garde Nationale d’Hawaï. La 25e Division d’Infanterie intégrait les 27e et 35e  Régiments d’Infanterie, et le 298e Régiment d’Infanterie de la Garde Nationale d’Hawaï. D’autres éléments de combat ou de soutien rejoignirent les 24e Division d’Infanterie et 25e Division d’Infanterie. Ils furent prélevés sur l’Hawaiian Division ou sur d’autres unités, parfois nouvellement créées.

## LaSeconde Guerre mondiale

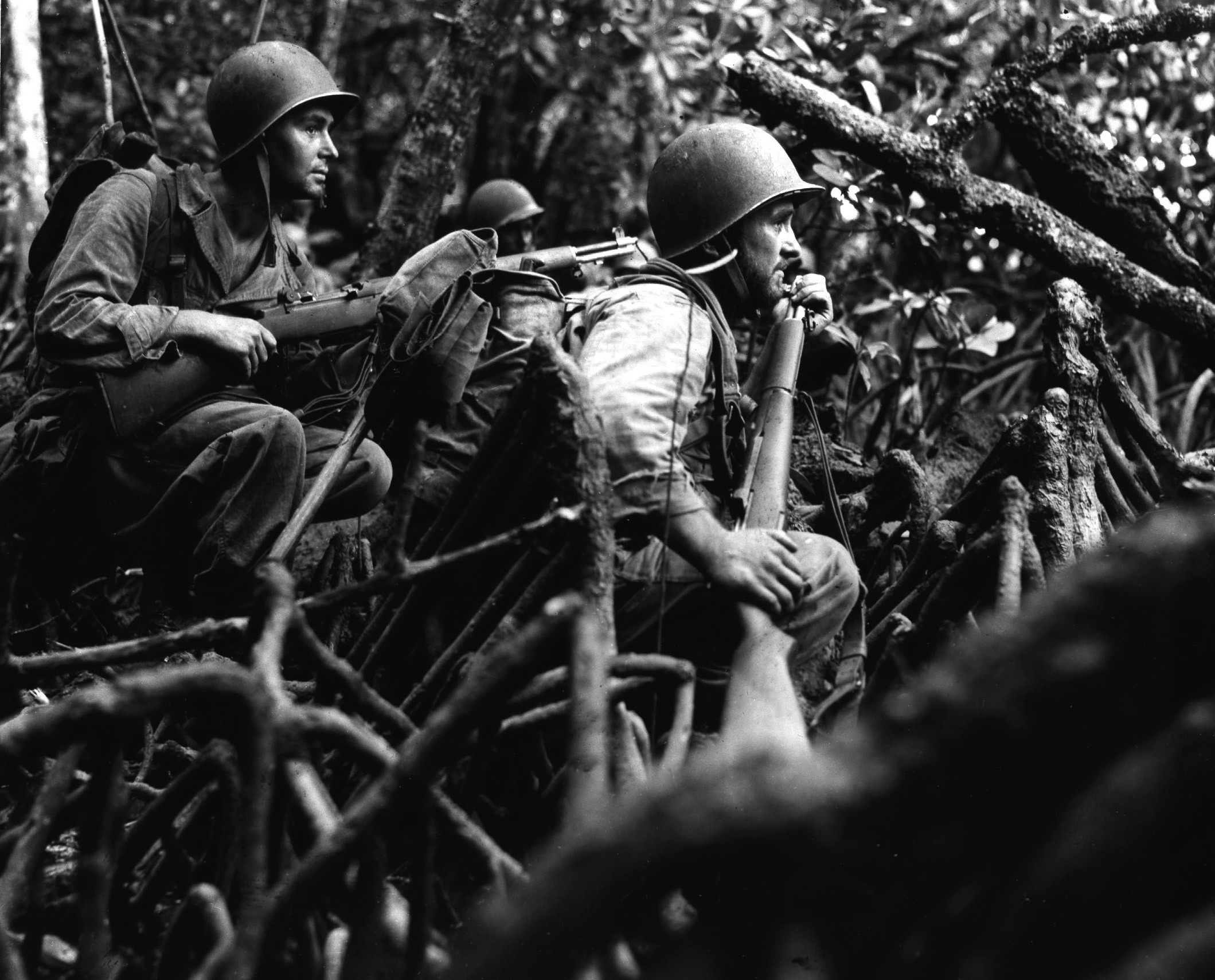
G.I. de la d'infanterie dans la jungle de Vella Lavella pendant l'operation Cartwheel, le 13 septembre 1943.

Les 24e et 25e Division d’Infanterie ne servirent que dix semaines en temps de paix, car le 7 décembre 1941 survint l’attaque japonaise contre Pearl Harbour.
De là, et pendant un an, ces deux unités prirent leur position défensive sur le littoral hawaïen. Elles en profitèrent pour s’entraîner intensément au combat de jungle.
Le 25 novembre 1942, la 25e D.I. amorce son départ d’Hawaï pour se déployer dans le Pacifique sud. Elle débarque à Guadalcanal entre le 17 décembre 1942 et le 1er avril 1943.
La division, à peine à terre, reçoit l’ordre de se lancer dans la « Grande Mêlée ». Elle attaqua les solides forces japonaises retranchées là depuis cinq mois déjà, que les autres unités de l’Armée de terre des États-Unis et de l’United States Marine Corps avaient férocement combattu.
Du 10 janvier 1943, et pendant 1 mois, la bataille fit rage. Elle aboutit à la capitulation de la garnison japonaise. La 25e division d’infanterie, de par son agressivité et sa rapidité, remplit avec succès sa première mission de guerre.
Elle fut rapidement dirigée sur les îles Salomon, tenues par les Japonais. Elle nettoya les îles Arundel et Kolombangera, et participa à la prise de Vella-Lavella. Après la campagne des Salomon, la division poursuivit sa route jusqu’en Nouvelle-Zélande. Enfin, elle gagna la Nouvelle-Calédonie pour goûter à un repos réparateur et poursuivre son entraînement.
Le 11 janvier 1945, la division débarque à Luzon sur le territoire des Philippines. Là, elles se joint aux forces de 32e Division d’Infanterie. Elle livra d’intenses combats dans les montagnes de Caraballo, et établit un éloquent record avec 165 jours enchaînés en première ligne.

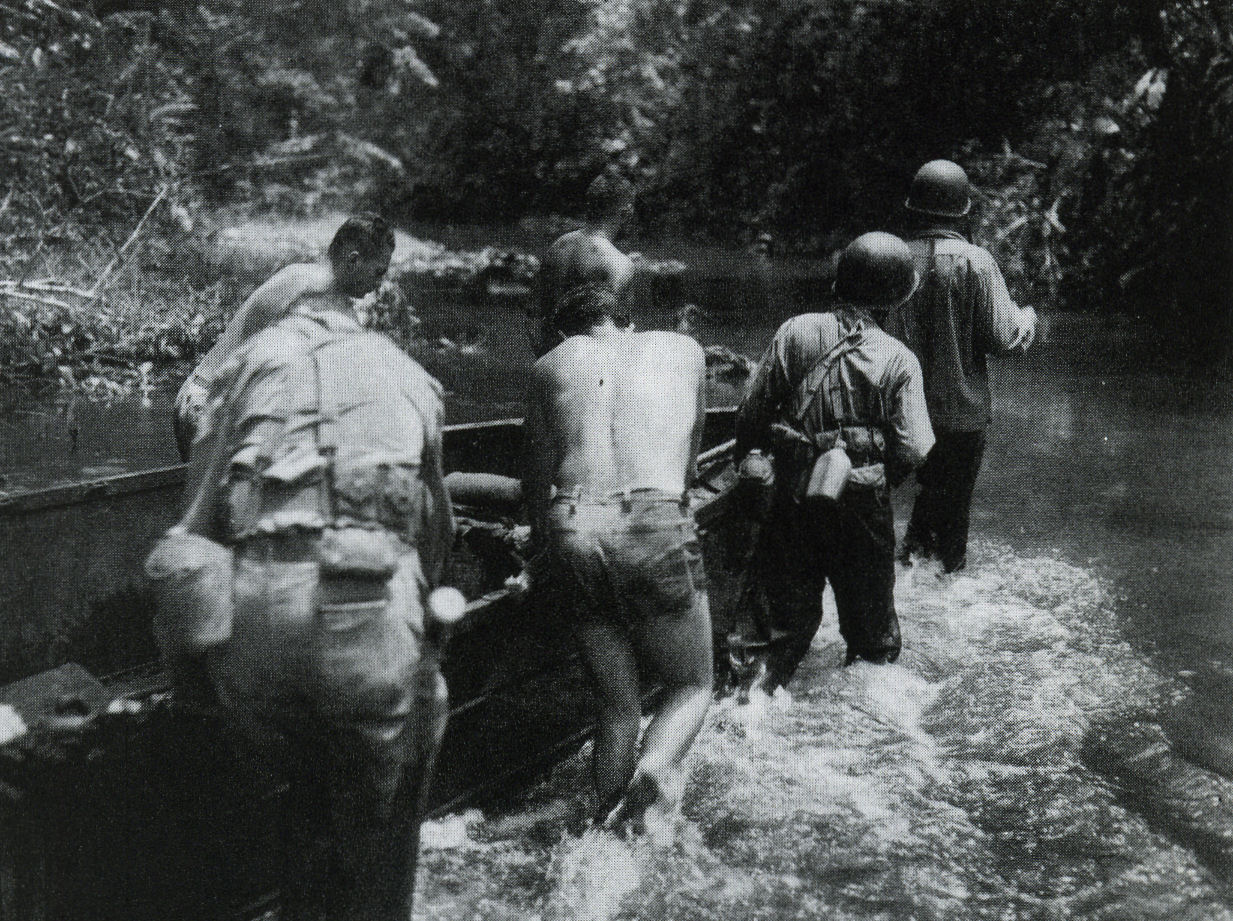
Soldats de la d’infanterie lors de la bataille de Guadalcanal.

À la libération du pays, et pour ses services rendus à Luzon, la 25e reçoit la « Philippine Presidential Unit Citation » ainsi que six autres citations. La campagne des Philippines achevée, la division commence à se préparer activement pour l’invasion du Japon.
Le 15 août 1945, le Japon capitule, et c’est en tant que troupe d’occupation que la 25e Division d’Infanterie débarque à Osaka.
Durant la Seconde Guerre mondiale, six Medals of Honor furent décernées à des soldats de la désormais « Tropic Lightning ».

## Guerre de Corée

La guerre de Corée de 1950 à 1953.

Cinq années de présence au Japon allaient s’écouler lorsque le 25 juin 1950, l’Armée Populaire Nord-Coréenne attaquait la Corée du Sud par surprise, en franchissant le 38e parallèle. Agissant sous le mandat des Nations unies, la 25e Division d’Infanterie est dépêchée en Corée entre les 5 et 18 juillet 1950.
La division doit bloquer les accès qui mènent au port de la ville de Pusan. La mission est remplie avec succès. Pour cette action, la Division reçoit sa première « Republic of Korea Presidential Unit Citation ». Après le dégagement du périmètre de Pusan, les forces de l’O.N.U. lancèrent en octobre 1950 une percée victorieuse jusqu’en Corée du Nord.
Rattachée à la « Task Force Bovin », la division repousse l’ennemi derrière la rivière Yalu. Mais dans un revirement soudain, un nombre écrasant de troupes chinoises traversent le Yalu et rejette les forces de l’O.N.U sur l’ensemble du front. 

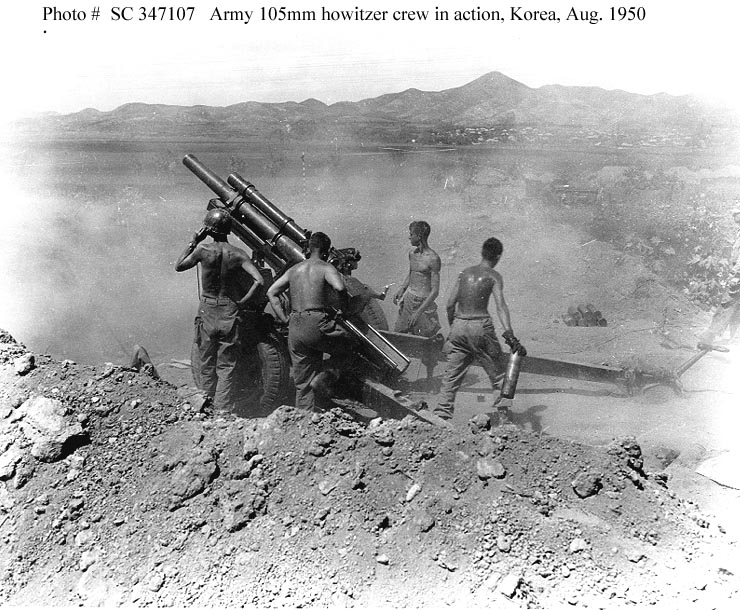
Artilleurs de la 25e Division d’Infanterie en Corée.

La 25e se replie en bon ordre. Elle prend une position défensive sur la berge sud de la rivière Chongchon le 30 novembre 1950. Ses défenses faiblirent et après quelques petites reculades, une ligne de front s’établit de manière stable au sud de Osan.
Une nouvelle offensive est lancée le 15 janvier 1951. Elle est suivie le 10 février de la prise de Inchon et de la base aérienne de Kimpo. Puis la Division participa à l’opération « Ripper », se soldant par la retraite des Nord-Coréens derrière la rivière Han. Elle continue sur sa lancée avantageuse avec les opérations « Dauntlus », « Detonate » et « Piledriver » durant le printemps 1951. Ces offensives garantirent le célèbre « Triangle de fer » de l’O.N.U.
Les Nord-Coréens et l’O.N.U entament des négociations pendant l’été 1951. La Division assure alors des patrouilles et des actions défensives pour maintenir la ligne principale de défense. Elle suivit ce type de mission jusqu’à l’hiver 1952.
Le 5 mai 1953, la Division prend en charge la défense du secteur de Séoul. Un assaut puissant est lancé par les communistes du 28 au 30 mai mais la 25e D.I les repousse. En juin, la division est placée en réserve au camp Casey. Le 27 juillet 1953 est signé un armistice qui fige les hostilités dans la péninsule coréenne.
Pour son action dans la défense du secteur de Séoul entre le 5 mai et le 9 juillet 1953, la 25e Division d’Infanterie reçoit sa deuxième « Republic of Korea Presidencial Unit Citation ». Quatorze de ses soldats furent décorés de la Medal of Honor.
La Division demeurera en Corée jusqu’en 1954. Son départ commencera en septembre pour s’achever en octobre. Après 12 années d’absence, la 25e Division d’Infanterie rentrait à la maison.
De retour à Hawaï, la division ne s’endort pas sur ses lauriers. Elle met en place un programme d’entraînement intensif aux techniques de combat de jungle. Elle lance des études sur les langues employées en Asie. Grâce à cela elle devient la seule unité de l’U.S Army formée à la lutte anti-guérilla.

## Guerre du Viêt Nam

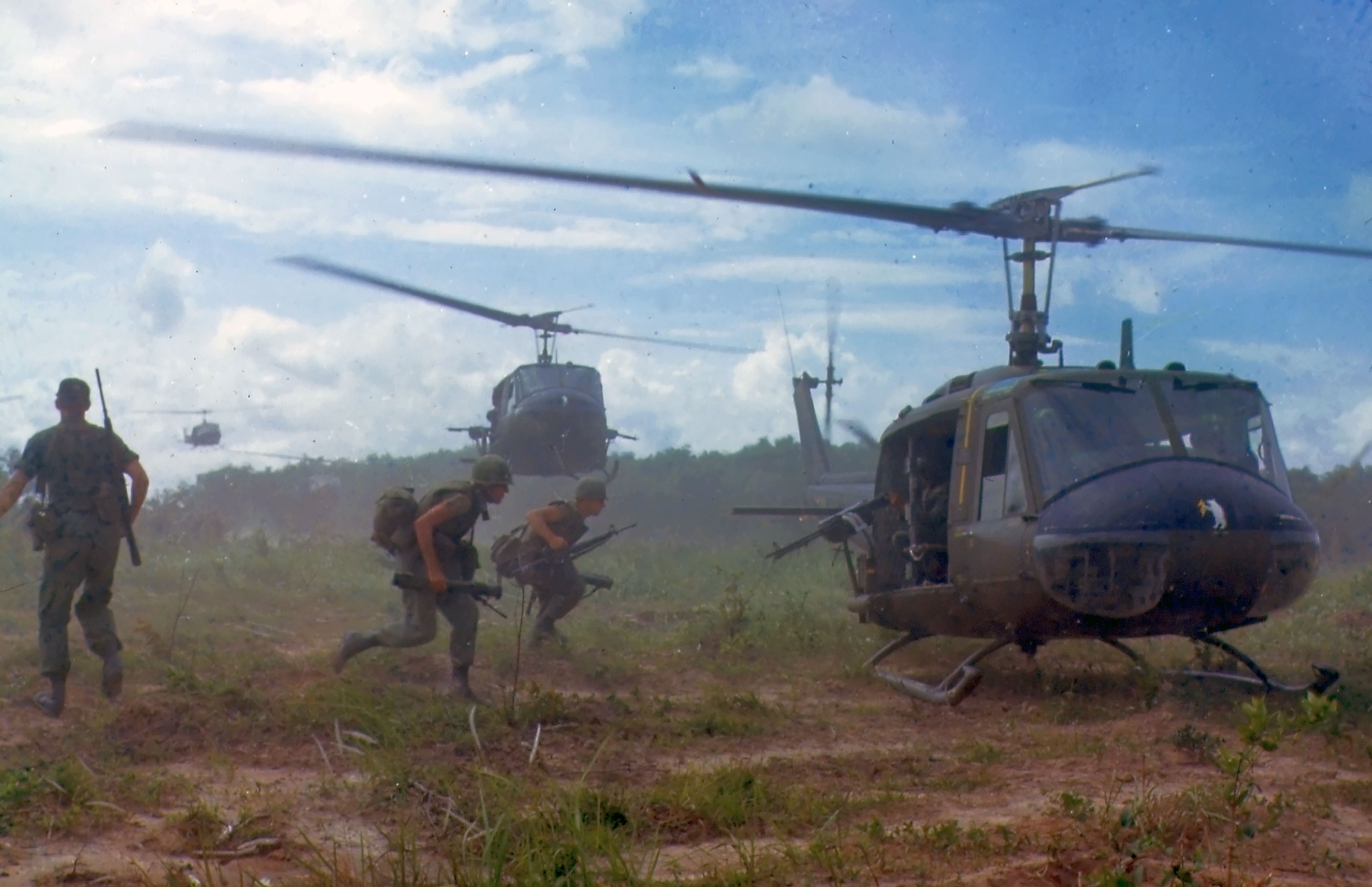
Exfiltration des unités au sol pendant la guerre du Viêt Nam.

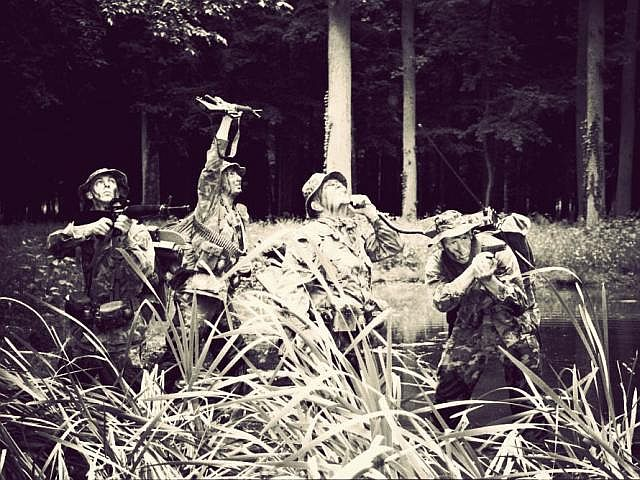
Soldats attendant l’arrivée de leur hélicoptère.

Répondant à une requête du Military Assistance Command in Vietnam (MACV), la 25e Division d’Infanterie envoya en janvier 1963 un détachement d’instructeurs et de mitrailleurs d’hélicoptères. Cette mission durera jusqu’en 1965. À ce moment, l'engagement se fait plus important. La division débarque alors la compagnie C du 65e Bataillon de Génie à Cam Ranh, en août. Elle intervient là pour construire un port, proportionnel au trafic toujours croissant.
Le 31 décembre s’amorce l’arrivée de la 3e Brigade. Elle s’installe à Pleiku, sur les hauts plateaux, aux termes de la plus grande opérations d’aérotransport militaire de l’histoire américaine, dans une zone de combat. Quatre mille hommes sont ainsi à pied d’œuvre dans le 2e Corps Tactical Zone le 15 janvier 1966. Le restant de la division arrive au Vietnam le 28 mars 1966, s’installant à Củ Chi dans le 3e C.T.Z. près de Saigon.
Les 1re et 2e Brigades doivent combattre l’action ennemie sur la proche frontière cambodgienne, et garantir la sécurité de la capitale.
En janvier 1967, la 25e D.I. se lance à la recherche du Quartier Général Viet-cong de la Région Militaire no 4, situé dans le redoutable « Triangle de fer ». Cette opération baptisée « Cedar Falls » englobe d’autres grandes unités américaines.
Puis la « Tropic Lightning » est dirigée dans le 4e C.T.Z., province de Tay Ninh. Du 22 février au 14 mai 1967, elle participe au gros engagement « Junction City ». Le reste de l’année servira en partie, à nettoyer la province de Hau Nghia.
Le 8 décembre, la division est rappelée dans le 3e C.T.Z. Elle poursuit là ses missions jusqu’en février 1968. Elle fut aussi engagée dans moitié sud du 3e Corps ouest de Saigon, et dans la région frontalière du Cambodge.
Pendant l'offensive du Tết de 1968, la 25e D.I. participa à la défense de Saigon. Elle mena aussi les opérations de ratissage et de nettoyage pendant les contre-offensives.
À partir de mai 1969, la 25e D.I. s’investit dans le nouveau programme assigné aux militaires : la Vietnamisation. Cependant, elle ne néglige pas ses arrières, et veille sur les environs de Cu Chi.
Mais en avril 1970, une grande offensive est dirigée contre les sanctuaires ennemis, stationnés derrière la frontière cambodgienne. La 25e D.I. contribue à la capture d’énormes quantité d’armes et d’approvisionnement. Au mois de juin, l’opération s’achève, et la division retourne à Cu Chi. Elle reprend son travail de Vietnamisation.
En décembre 1970, l’unité amorce son rapatriement sur Hawaï. La 2e Brigade fut le dernier élément de la 25e Division d’Infanterie à quitter le Vietnam après 1 716 jours de présence.
La « Tropic Lightning » vit 21 de ses hommes décorés de la Medal of Honor durant ce conflit.

## OpérationDesert Storm
Peu d’unités de la division ont participé à l’opération Desert Storm, cette dernière étant affectée aux différentes éventualités pouvant survenir dans le Pacifique, telles qu’un retour des hostilités en Corée.
Cependant, pendant la guerre de Golfe, un peloton de chacune des compagnies A, B et C, du 4e bataillon, 27e infanterie (« Wolfhounds »), est déployé en Arabie saoudite en janvier 1991. Ces soldats étaient destinés à être des pelotons de renfort dans la campagne terrestre ; cependant, après avoir observé leurs résultats exceptionnels dans l’entraînement au combat en milieu désertique, le commandant auxiliaire de la 3e armée américaine a demandé que ces pelotons soient assignés à la force de sécurité des postes de commandement avancés en anglais : Army’s Forward Headquarters.

## XXIe siècle, Afghanistan et Irak

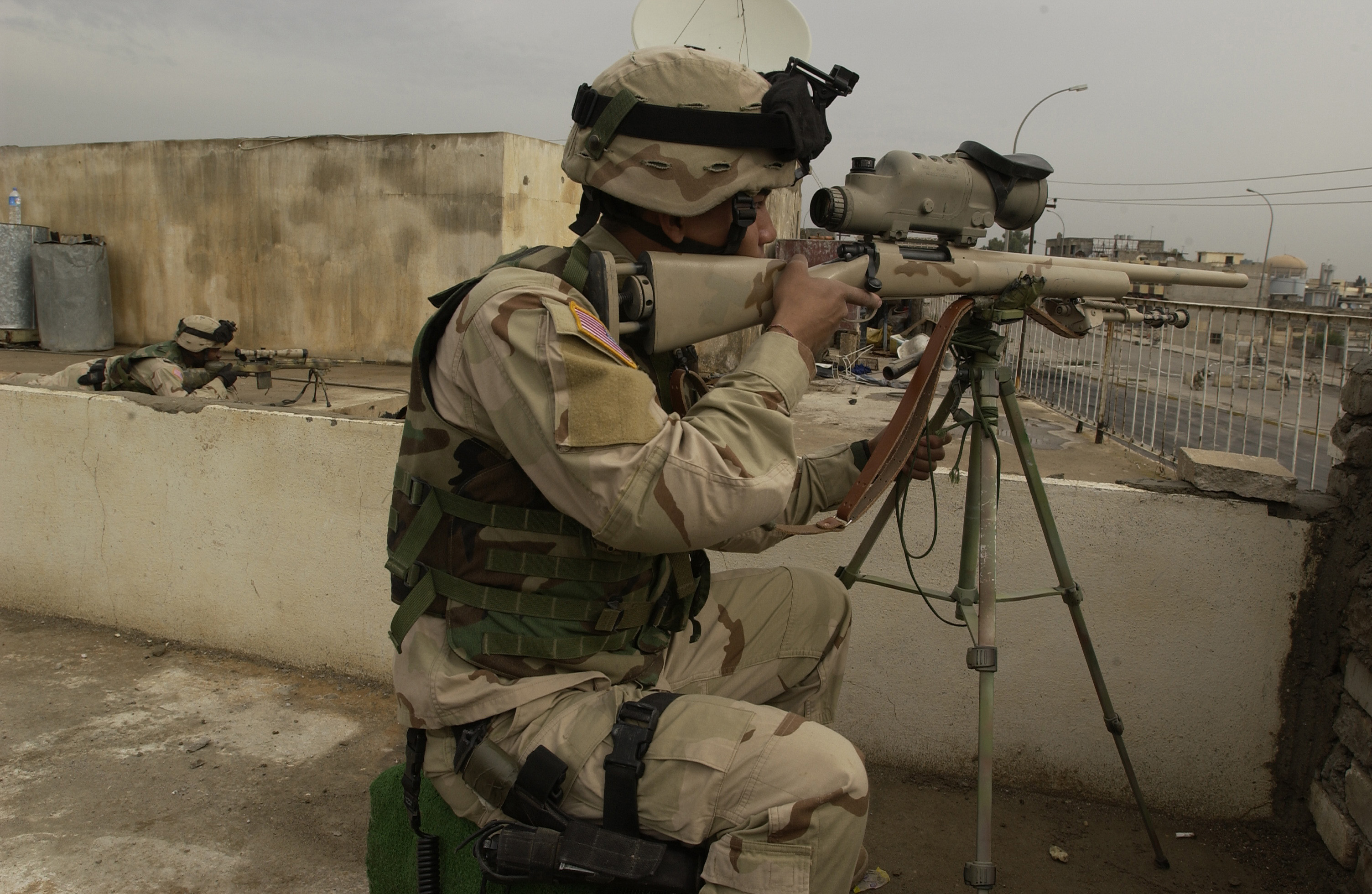
Sniper de la d’infanterie en Irak.

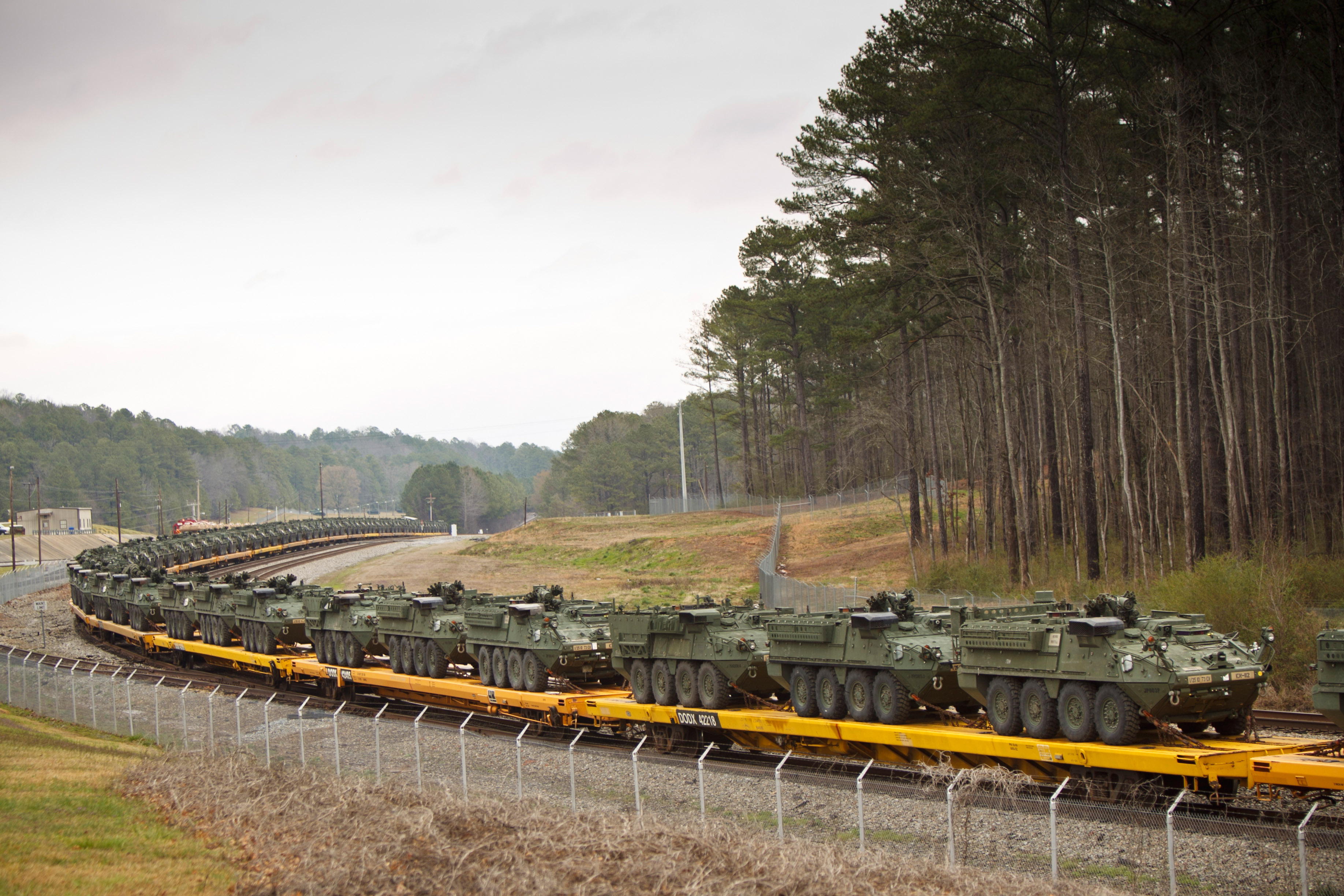
188 Stryker de la Stryker Brigade Combat Team, réactivé fin 2006, arrivent à Anniston Army Depot le 10 mars 2011.

La division n’a pas participé au combat en Afghanistan et en Irak de 2001 à 2003. Cependant, début 2004, les unités de la division se sont déployées en Irak pour participer aux opérations de combat.
La 2e brigade s’est déployée courant février 2004 en Irak et est revenue à la base de Schofield par an après.
La 3e brigade de la 25e Division d’infanterie a commencé à se déployer en Afghanistan en mars 2004. Le premier élément à se déployer était le 2e bataillon, du 27e régiment d’infanterie (« Wolfhounds »). Ils ont été accompagnés par la batterie B, 3e Bataillon, du 7e régiment d’artillerie. Les Wolfhounds ont manœuvré dans la province de Paktika à la frontière avec le Pakistan. Les éléments de la 25e division d’infanterie sont revenus à Hawaï en avril 2005.
En juillet 2005, une 4e brigade a été ajoutée à la 25e Division d’infanterie en tant que brigade aéroportée postée au Fort Richardson, Alaska. Cette dernière nommé Spartan Brigade a été déployée en octobre 2006 en Irak. Cette brigade est, en 2021, l'une des cinq brigades parachutistes américaines et la seule affectée en Arctique et Pacifique.
En mars 2009, la 1re, 2e et 3e brigade sont déployées en Irak alors que la 4e brigade est déployée en Afghanistan.
Lors d'une audience du Comité des forces armées du Sénat des États-Unis le 5 mai 2022, la secrétaire à l'armée Christine Wormuth a annoncé qu'à l'été 2022, le quartier général du United States Army Alaska (en) serait renommé 11e division aéroportée et les deux brigades de combat en Alaska, la 1re brigade et la 4e brigade de la 25e division d'infanterie seraient renommées en 1re et 2e brigade de la 11e division aéroportée.

## Origine de l'insigne
C’est à la fin de l’année 1943 que l’insigne d’épaule tel qu’on le connaît est officiellement adopté. Il est constitué d’un éclair apposé sur un feuille de taro. Le Taro est une plante originaire des îles du Pacifique. Elle suggère naturellement la région où la division s’établit et combattit, ainsi que le lieu d’accueil pour sa création à partir d’éléments de l’Hawaiian Division.
La plante de taro possède une feuille en forme de pointe de flèche, souvent brillamment colorée. L’éclair symbolise la rapidité d’action ainsi que le caractère agressif, bien qu’étant à l’origine un sigle caractéristique des transmissions. Les couleurs rouge et or correspondent à celles de la dernière monarchie hawaïenne.
On raconte que l’appellation « Lightning » attribuée à la 25e D.I. fut choisie parce que les Japonais prononcent mal la lettre L. Dès lors, les Marines surnommèrent l’unité « Lightning Division ». Par la suite, le terme fut couramment usité pour aboutir à la désignation désormais célèbre de « Tropic Lightning » puisque la division était établie sous les tropiques.
Cependant, il fallut attendre le 3 août 1953 pour que le « Departement of Army » entérine officiellement ce surnom, ce qui fut une première au sein de l’U.S. Army.
La Devise de la Division est : READY TO STRIKE! ANYWHERE, ANYTIME! (PRÊT À FRAPPER ! N'IMPORTE OÙ, N'IMPORTE QUAND !).

## Commandants de la division
| - MG Maxwell Murray 1941-1942 - MG J. Lawton Collins 1942-1943 - MG Charles L. Mullins 1943-1948 - MG William B. Kean 1948-1948 - MG Joseph S. Bradley 1948-1951 - MG Ira P. Swift 1951-1952 - MG Samuel T. Williams 1952-1953 - MG Halley G. Maddox 1953-1954 - MG Leslie D. Carter 1954-1954 - MG Herbert B. Powell 1954-1956 - MG Edwin J. Messinger 1956-1957 - MG Archibald W. Stuart 1957-1958 - MG John E. Theimer 1958-1960 - MG J. O. Seaman 1960 - MG James L. Richardson 1960-1962 - MG Ernest F. Easterbrook 1962- 1963 - MG Andrew J. Boyle 1963-1964 - MG Frederick C. Weyand 1964-1967 - MG John C.F. Tillison, III 1967 - MG F.K. Mearns 1967-1968 - MG Ellis W. Williamson 1968-1969 - MG Harris W. Hollis 1969-1970 - MG Edward Bautz, Jr. 1970-1971 | - MG Ben Sternberg 1971 - MG Thomas W. Mellen 1971-1972 - MG Robert N. Mackinnon 1972-1974 - MG Harry W. Brooks, Jr. 1974-1976 - MG Williard W. Scott, Jr. 1976-1978 - MG Otis C. Lynn 1978-1980 - MG Alexander Weyand 1980-1982 - MG William H. Schneider 1982-1984 - MG Claude M. Kicklighter 1984-1986 - MG James W. Crysel 1986-1988 - MG Charles P. Otstott 1988-1990 - MG Fred. A. Gorden 1990-1992 - MG Robert L. Ord, III 1992-1993 - MG George A. Fisher 1993-1995 - MG John J. Maher 1995-1997 - MG James T. Hill 1997-1999 - MG William E. Ward 1999-2000 - MG James M. Dubik 2000-2002 - MG Eric T. Olson 2002-2005 - MG Benjamin R. Mixon 2005-2008 - BG Mick Bednarek 2008 (de février à mai) - MG Robert L. Caslen Jr. 2008-2009 - MG Bernard S. Champoux 2010-A présent |

## Anecdotes
- Oliver Stone servit dans la 25e division d’infanterie durant la guerre du Viêt Nam, tout comme les personnages de son film Platoon.
- La Ligne rouge, film de Terrence Malick, seconde adaptation tirée du roman de James Jones qui décrit la bataille de Guadalcanal vécue par des soldats de la 25e division d’infanterie durant la Seconde Guerre mondiale.
- Le rappeur Ice-T a servi dans la 25e division d’infanterie.
- Track Palin, le fils ainé de l’ancienne gouverneur d’Alaska Sarah Palin, a servi en Irak pendant un an au sein de la 25e division d’infanterie.